# フロントチョーク

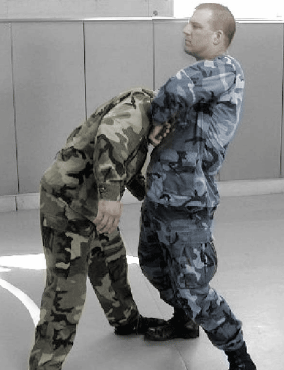
スタンドでのベーシックギロチン。

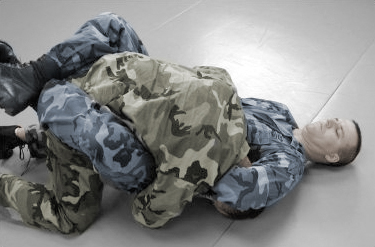
クローズドガードポジションからのベーシックギロチン。

フロントチョーク（Front Choke）は、受の頭上側から絞める裸絞。格闘技における絞め技の一つである。プロレス技。別名前裸絞（まえはだかじめ）、頸絞（くびじめ）、首絞（くびじめ）、前方首固め（ぜんぽうくびがため）、前方首絞め（ぜんぽうくびじめ）、前方裸絞め（ぜんぽうはだかじめ）、海老緘（えびがらみ）、ギロチン・チョーク、フロント・ネック・ロック（Front Neck Lock）、フロンタル・ギロチン・チョーク (Frontal guillotine choke) 、フロント・チョーク・スリーパー、フロント・スリーパー・ホールド、チャンスリー・ネックロック (Chancery Neck-lock)、抱首絞（だきくびしめ)。

## 概要
フロントチョークは首関節が極まりやすい。柔道では首関節を極めるのは禁止となっている。フロントチョークはブラジリアン柔術では国際ブラジリアン柔術連盟、国際柔術連盟でティーン (U16) 以下で禁止技である。それ以外では使用できる。また、首関節が極まっても絞めを伴っていれば許される。
ポピュラーな絞め方はベーシック・ギロチンであり、前屈みにした相手の頭上側から頭部を右（左）腕で抱え込んで右前腕部を頸部（首）の喉にあて、左（右）手で相手の右（左）腕の肘付近上腕部を掴み、右（左）手で自らの左（右）肘裏または左（右）前腕部辺りを掴む。その状態で右（左）腕をやや上方へ向けながら首（頚動脈や気管）を絞めあげる。プロレスにおいては気管を圧迫する攻撃は反則なので頚動脈のみを絞め上げるのが原則となっている。立ち姿勢と寝姿勢のいずれの体勢においても極める事が可能であり、絞め技が認められている格闘技ではポピュラーな技である。柔道では立ち姿勢でのものは立ち絞（たちじめ）とも呼ばれるが、2018年より国際柔道連盟 (IJF) ルールでは両者立ち姿勢での絞め技は禁止技になったので使用は困難になっている。寝姿勢で掛ける場合は相手の胴へ自分の両脚を回して挟み込むクローズドガードポジションから絞める事が多い。これは、こうする事によって絞めやすくする事と相手に逃げられにくくする効果を狙ったものである。左（右）手で右（左）上腕部肘付近の代わりに、相手の右（左）肩付近やそこ辺りの上衣を掴む方法もある。特に後者は脱出が困難になり、柔道家の木村政彦が得意技としていた。両手をクラッチして絞めあげるスタイルもあるが体勢の固定が難しくなり逆に極め難くなるという意見がある。1936年の書籍『対拳式実戦的柔道試合法』では相手の首に巻いた腕の手で自身の襟をつかむ方法を紹介している。
別名の「首絞」はヘッドシザースの足挟みの別名でもある。

## バリエーション

### ニンジャ・チョーク
ニンジャ・チョークは「フィギュア4」に両腕を組んで相手の後頭部を抑えてのベーシックギロチン。片方の腕は相手の頭もしくは首を抱えて肘裏が相手の喉辺りにくるように深く入れる。いったん相手の後頭部を掌で抑えてもよい。もう一方の腕の前腕で相手の背中を抑え、前腕を相手のうなじあたりまでスライドさせ、頭もしくは首を抱えた腕の掌を自らのもう一方の腕の肘辺りを抑える。もう一方の腕の手で相手の後頭部を押す。そして、相手の頸動脈などを絞める。

### マルセロチン
マルセロチンは右腕で相手の首を抱え右前腕を右回しにひねって右甲を自分に向け、左掌を右甲に合わせ右手首を持って絞めるベーシックギロチン。

### スタンダード・ギロチン

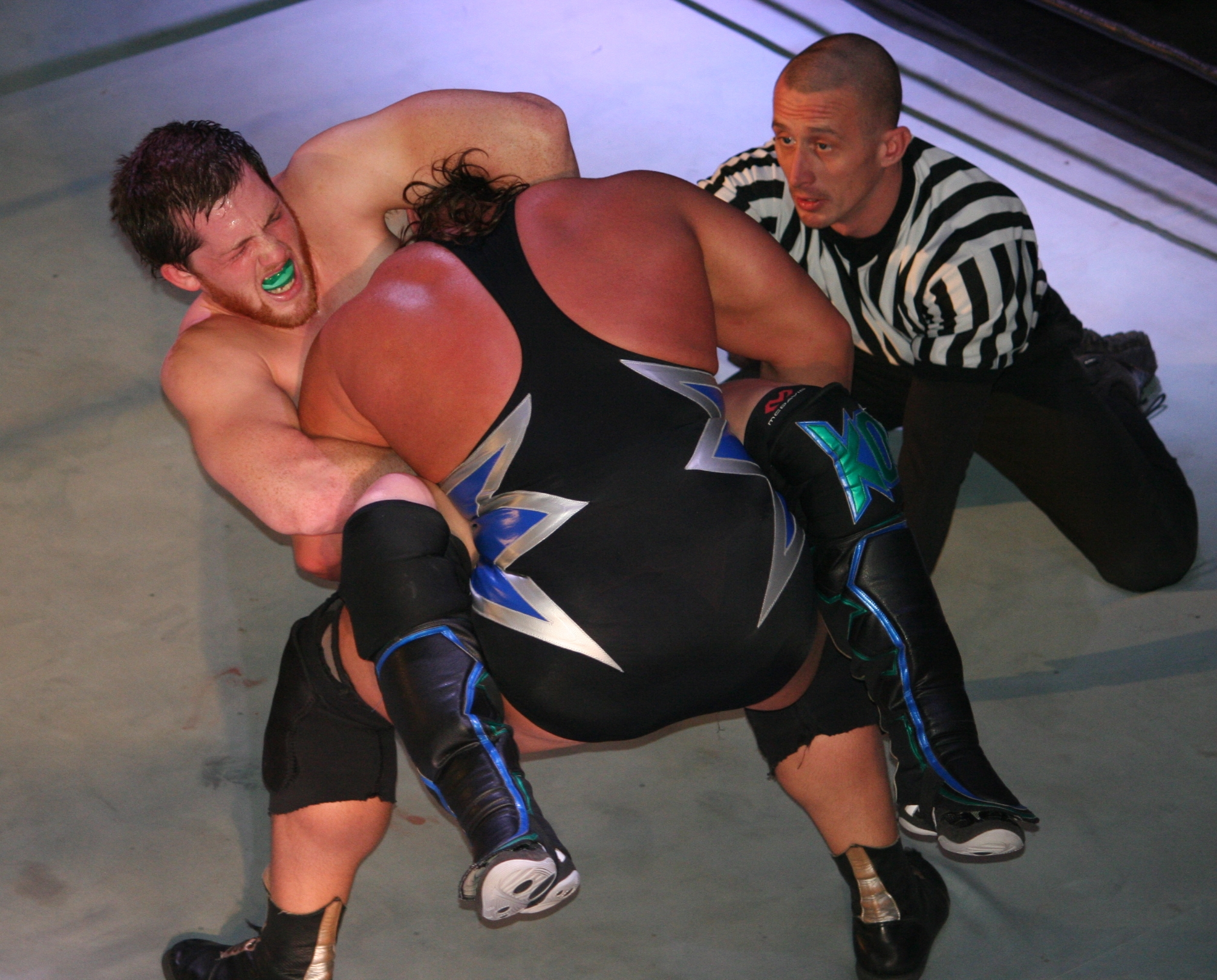
オープンガードポジションからのスタンダードギロチン

スタンダードギロチンは両腕で相手の頭部と片腕を抱える柔道で言うところの肩三角グリップから絞めるフロントチョーク。
ヘンゾ・グレイシーが対菊田早苗戦で、この技で勝利しているがヘンゾは左腕を相手の右腋下を差して（通して）両手をクラッチして絞めていた。この体勢は日本では前述のベーシックギロチンの両手をクラッチして絞めあげるスタイルよりも更に極め難い「使えない」形のフロントチョークとされていたため、グレイシー柔術独自の奥義ではないかと日本格闘技界を驚かせた。この技はPRIDE公式サイトでもフロントチョークではなく首固めと表記されていた。その後、ヘンゾと同じブラジル出身のアレッシャンドリ・フランカ・ノゲイラが、この変則のフロントチョークで快進撃を見せてブラジルではポピュラーな技術であることが判った。このスタイルはガードポジションに移行しても極め易く、重心のコントロールが容易になるため防御された際の反撃のリスクが軽減されるといわれている。中井祐樹はベーシックギロチンに比べ相手に逃げられにくいが、極めにくいとしている。
柔道のIJFルールでは立ち姿勢で肩三角グリップの体勢になっただけで2014年に指導になり、2016年に罰則なしの「待て」に緩和されたが、2018年にはここから絞めた場合は指導、危険な状態と判断された場合は反則負け、になったので立ち姿勢で極めるのは困難となった。また、クローズドガードポジションから絞めると極まりやすいが2014年からクローズドガードポジションで肩三角グリップの体勢になった場合も「待て」となった。相手の脊椎を痛めようと故意に攻撃した印象を審判員が持った場合は反則負けとなった。クローズドガードポジションからも極められなくなった。がぶりや縦四方固、オープンガードポジション、ハーフガードポジションからなど、ほかの寝姿勢からは許される。

### 首極め腕卍固め
首極め腕卍固め（くびきめうでまんじがため）は相手の両腕をクラッチした状態で極める変型フロントチョーク。リングスなどで活躍したヴォルク・ハンが使用して日本における知名度が上昇。

## 主な使用者
※五十音順
- 秋山準 - 「フロント・ネックロック」の名称で使用
- アリスター・オーフレイム
- ジェシアス・カバウカンチ
- 北岡悟
- ヘンゾ・グレイシー
- ヴィラミー・シケリム
- 杉浦貴 - 「フロント・ネックロック」の名称で使用
- 太陽ケア - 「フロント・ネックロック」の名称で使用
- 永田裕志 - 「フロント・ネックロック」の名称で使用
- 中邑真輔
- 冨宅飛駈
- フジタ"Jr"ハヤト - 「K.I.D」の名称で使用
- 藤原喜明
- 船木誠勝
- アレッシャンドリ・フランカ・ノゲイラ

## 技名称
プロレスにおいて、相手の気管を圧迫する攻撃はチョーク攻撃と呼ばれ、反則となっている。そのため頚動脈を絞め上げる形でこの技を使用するが「フロントチョーク」をという名称だと気管を絞め上げるイメージがあるため、日本ではフロント・スリーパー・ホールドなどの名称を使用する場合が多い。
また、フロント・ネックロック（フロント・ネックチャンスリー）、フロント・フェイスロック、フロント・ヘッドロックといった技名称も、いずれもフロントチョークの別名として使用。しかし、これらは元来、フロントチョークに酷似した別の効果を与える技であった。見た目が酷似しているため、結果としてフロントチョークの別名として使用されるようになったと考えられる。これらの名称で使用する例としては秋山準が首（頸動脈）を絞める技（フロントチョーク）としてフロント・ネックロックの名称で使用。

## その他
カール・ゴッチによれば「最も速やかに人を殺す事が出来る技」とされて実戦的な極技の一つとしてフロントチョークを伝授された弟子も多い。孫弟子にあたるハルク・ホーガンはプロレスを小馬鹿にしたアメリカのテレビ司会者を、ベーシックギロチンで絞め落とし後頭部を床で打たせ流血させたこともある。
この技の欠点として脱出を許した場合不利な体勢（一方的にテイクダウンされる無防備な状態で正対するなど）に陥りがちな点や防御され膠着した際の体力の消耗が大きい点などがしばしば挙げられている。また、相手の顔が見えないので相手の表情から状況を判断できない心理的な欠点もある。
また、レフェリーが誤審を犯しやすい技でもある。ギロチンが極まって失神しても審判が止めない、逆に極まっていなくても極まったと判断して試合を終了させてしまう、ギロチンでタップしたが、レフェリーが逆サイドに立っていた為にタップを見逃してしまう等、ギロチンで揉めるケースは多い。